# DR-Baureihe 91.61–67
In die DR-Baureihe 91.61–67 reihte die Deutsche Reichsbahn 1949 Tenderlokomotiven verstaatlichter Eisenbahnen mit der Achsfolge 1’C sowie C1’ und einem Dienstgewicht von 49 Tonnen (91 6484–6485) bis 59 Tonnen (91 6580) ein.
Die Mehrheit der Fahrzeuge waren Lokomotiven von den Typen ELNA 2 und ELNA 5, daneben gab es einige weitere Konstruktionen der Firmen Borsig, AEG, Krauss und Henschel.
Ebenso gehören einige Altkonstruktionen der Preußischen Staatseisenbahnen dazu, die auf den Betrieb mit Heißdampf umgebaut worden waren.

## Übersicht (unvollständig)
| DR-Betriebsnummer | Bauart    | Typbezeichnung        | Hersteller   | gelieferte Bahn                                           | Anzahl |
| ----------------- | --------- | --------------------- | ------------ | --------------------------------------------------------- | ------ |
| 91 6176–6177      | 1’C h 2 t | ELNA 2                |              | verschiedene                                              | 2      |
| 91 6276           | 1’C h 2 t | ELNA 2                |              | verschiedene                                              | 1      |
| 91 6277–6278      | 1’C h 2 t | ELNA 2 Bauform Krauss | Krauss       | Mühlhausen-Ebelebener Eisenbahn                           | 2      |
| 91 6279–6284      | 1’C h 2 t | ELNA 2                | verschiedene | verschiedene                                              | 6      |
| 91 6285           | 1’C h 2 t | ELNA 5                |              | verschiedene                                              | 1      |
| 91 6301           | 1’C n 2 t | Sonderform            | Henschel     | NLE                                                       | 1      |
| 91 6376           | 1’C h 2 t | ELNA 2                |              | verschiedene                                              | 1      |
| 91 6401–6404      | 1’C n 2 t | Mecklenburgische T 4  | Henschel     | Kleinbahnabteilung des Provinzialverbandes Sachsen        | 4      |
| 91 6476–6479      | 1’C h 2 t | ELNA 5 Bauform Krauss | Krauss       | Halle-Hettstedter Eisenbahn-Gesellschaft                  | 4      |
| 91 6480–6481      | 1’C h 2 t | ELNA 2                |              | verschiedene                                              | 2      |
| 91 6482 und 6486  | 1’C h 2 t | ELNA 5                | Henschel     | NLE, Salzwedeler Kleinbahnen                              | 5      |
| 91 6483           | 1’C h 2 t | ELNA 5                |              | verschiedene                                              | 1      |
| 91 6484–6485      | 1’C h 2 t | Sonderform            | AEG          | BStB, KFZ                                                 | 2      |
| 91 6487–6493      | 1’C h 2 t | ELNA 5                | verschiedene | verschiedene                                              | 7      |
| 91 6494           | 1’C h 2 t | ELNA 2                |              | verschiedene                                              | 1      |
| 91 6495–6496      | 1’C h 2 t | ELNA 5                |              | verschiedene                                              | 2      |
| 91 6497           | 1’C h 2 t | ELNA 2                |              | verschiedene                                              | 1      |
| 91 6501           | 1’C n 2 t | T 9.3                 | Union        | Halberstadt-Blankenburger Eisenbahn                       | 1      |
| 91 6576–6577      | 1’C h 2 t | T 9.3                 | Umbau HBE    | Halberstadt-Blankenburger Eisenbahn                       | 3      |
| 91 6578           | 1’C h 2 t | ELNA 2                |              | verschiedene                                              | 1      |
| 91 6579           | 1’C h 2 t | ELNA 5                | Henschel     | Wenigentaft-Oechsener Eisenbahn                           | 1      |
| 91 6580           | 1’C h 2 t | Sonderform            | Henschel     | Süddeutsche Eisenbahn-Gesellschaft                        | 1      |
| 91 6581–6582      | 1’C h 2 t | T 9.3                 | Umbau NbE    | Niederbarnimer Eisenbahn                                  | 2      |
| 91 6583           | 1’C h 2 t | ELNA 5                |              | verschiedene                                              | 1      |
| 91 6590–6591      | C1’ h 2 t | Sondertyp             | Borsig       | Niederbarnimer Eisenbahn                                  | 2      |
| 91 6676           | 1’C h 2 t | Sondertyp             | AEG          | Mecklenburgische Friedrich-Wilhelm-Eisenbahn-Gesellschaft | 2      |
| 91 6780           | 1’C h 2 t | ELNA 2                |              | verschiedene                                              | 1      |